# Геннадий Беляев (архимандрит Чудова монастыря)
Генна́дий Беля́ев (ум. 1729) — архимандрит Спасо-Андроникова и Чудова монастырей Русской православной церкви.

## Биография
О детстве и мирской жизни Беляева сведений практически не сохранилось, да и последующие биографические данные о нём довольно скудны и отрывочны.
Постриженник Чудова монастыря, Геннадий Беляев с 1709 по 1714 год в сане архимандрита управлял Спасо-Андрониковым монастырем города Москвы. Архимандрит Геннадий, по-видимому, пользовался уважением митрополита Стефана Яворского, который в 1711 году прислал к нему для исцеления «бесноватого» подканцеляриста Сидорова. Геннадий, продержав бесноватого у себя в келье «при правиле и при церковном пении» одну лишь неделю, достиг таких блестящих результатов, что, мучимый ранее «великими ужастями», подканцелярист поехал из Андроньева монастыря на службу «в добром здравии».

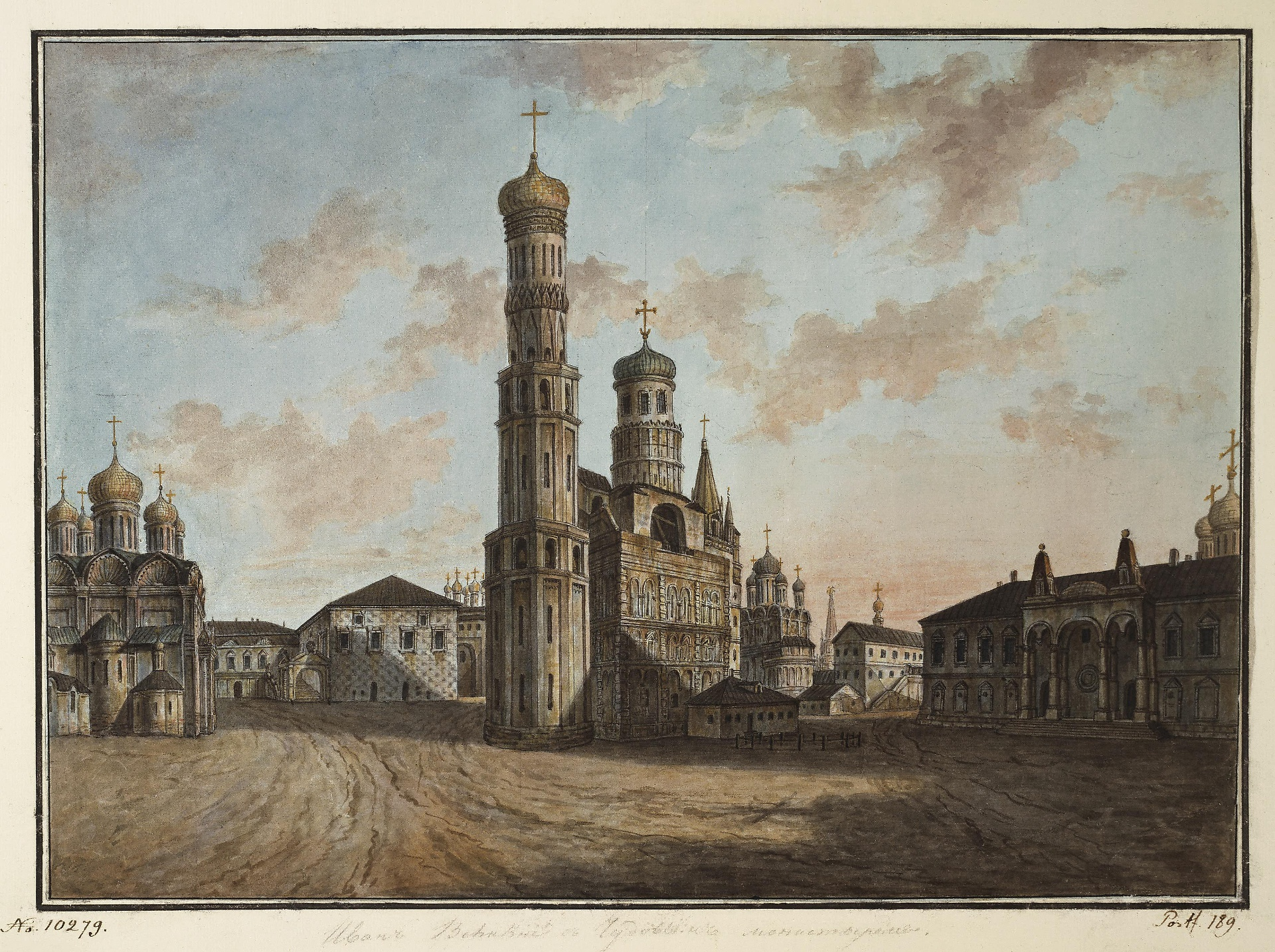
Чудов монастырь (ок. 1800)
(художник Фёдор Алексеев)

20 мая 1714 года Геннадий был назначен настоятелем Чудова монастыря. В июне 1721 года он был включен в коллегию из трех архимандритов, состоявшую при греке митрополите Милиникийском Григории для управления вместе с ним патриаршей областью. Но 18 декабря 1721 года Феофан Прокопович объявил в Синоде Высочайший указ о том, чтобы Геннадия из Чудова монастыря «вывесть» и отправить в Новгородскую епархию к архиепископу Феодосию Яновскому для определения «в какой пристойно монастырь». Геннадий просился «за старостью остаться на обещании в Чудове монастыре», но Священный Синод отказал ему в этом, хотя и дозволил ему самому выбрать себе монастырь, но непременно вне Москвы. Геннадий выбрал себе Лукианову пустынь в селе Лукьянцево, и Синод предписал настоятелю этой пустыни «отвесть ему келью особливую, а пищею довольствовать его против четырех монахов и содержать его во всяком почтении, а не в простом братстве». Но Геннадию не хотелось ехать из Москвы, и он неожиданно заявил, что не хочет быть нигде, кроме Чудова монастыря. Впрочем, когда Синод «за эту противность и упрямство» приказал отправить его «за караулом» в Новгородскую епархию, Геннадий смирился, и Синод милостиво разрешил ему ехать в Лукианову пустынь.
Когда при российском императоре Петре II в Синоде получила перевес старорусская партия, Георгий Дашков и Игнатий Смола вспомнили о Геннадии и выдвинули его против «согласника» Феофана Прокоповича, Чудовского архимандрита Феофила Кролика. Уже 22 мая 1727 года они представили его в Верховный тайный совет в качестве кандидата на Чудовскую архимандрию, на которую он и был назначен.
Отец Геннадий показал себя великодушным и предлагал в своем монастыре гостеприимство оставшемуся без места Феофилу Кролику, который, впрочем, от этого любезного предложения отказался. Геннадий, по предположению русского историка В. В. Шереметевского, в это время был уже мало способен к управлению монастырем; по крайней мере, он на первых же порах произвел большое смятение среди братии, сменив казначея Евсевия и назначив на его место Прокла, а потом, «неведомо какой ради страсти», восстановив Евсевия в должности казначея.
Архимандрит Геннадий скончался в апреле 1729 года.